# اندیس محمدحسن
محمد حسن یک اندیس فلزی است که در حوالی شهر رباط سفید استان خراسان قرار دارد و مادهٔ معدنی موجود در آن، کرومیت است.  